# Belle & Sebastian (film)
Belle & Sebastian (franska: Belle et Sébastien) är en fransk film regisserad av Nicolas Vanier från 2013.
En uppföljare, Belle et Sébastien, l'aventure continue, regisserad av Christian Duguay, släpptes 2015. En tredje del, Belle et Sébastien 3: Le Dernier Chapitre, regisserad av Clovis Cornillac, släpptes 2017.

## Handling
Juli 1943, i Saint-Martin. I denna lilla snöiga by i Alperna, mitt under andra världskriget, träffar den ensamma och föräldralösa Sébastien (Félix Bossuet) en övergiven hund som han också tämjer. Hunden misstänks av byborna för att ha dödat deras får. Han döper henne till Belle, medan herdarna kallar henne "odjuret" och försöker bli av med henne.
Det fridfulla livet i byn störs när tyska soldater kommer till byn som vill avveckla ett nätverk av människosmugglare till Schweiz.

## Rollista
- Félix Bossuet – Sebastian
- Tchéky Karyo – Caesar
- Margaux Chatelier – Angelina, Césars systerdotter
- Dimitri Storoge – dr Guillaume Cimaz
- Mehdi El Glaoui – André
- Andreas Pietschmann – löjtnant Peter
- Urbain Cancelier – borgmästaren
- Paola Palma – Esther
- Andrée Damant – Celestine
- Garfield-hundarna, Fort des Brumes de la Comtée och Fripon della Rocca dei patous – Belle

## Originalljudspår
Armand Amar skrevs filmens soundtrack. Låten Belle framförs av Zaz och komponerades av Daniel White för TV-serien från 1965.